# Св. св. Константин и Елена (Пазарджик)
Вижте пояснителната страница за други значения на свети свети Константин и Елена.
„Св. св. Константин и Елена“ е християнска църква в град Пазарджик, България, от Пловдивската епархия на Българската православна църква.

## Местоположение
Намира се до светофарите на Щаба.

## История
През 1848 г. след издаване на султански ферман в Татар Пазарджик е построена църквата „Св. Костадин“. Главна заслуга за това има богатият и влиятелен търговец хаджи Раде Куркударов и неговият баща хаджи Илия Стаматович, който е заплатил десетина лири за издаване на разрешението за строеж на църквата. Храмът е бил построен от дърво и първи свещеник е бил отец Георги Николов. Още преди да бъде построена църквата в двора ѝ на 8 ноември 1847 г. отваря второто училище в града.
На 20 септември 1866 г. църквата изгаря. Родолюбиви българи започват да събират помощи за построяване на нова масивна църква. За главен майстор е нает брациговския строител Димитър Боянин, на когото са платени 6233 гроша. Храмът е завършен през 1873 г.

## Архитектура
Архитектурата на църква представлява трикорабна базилика като корабите са отделени с по седем масивни колони, свързани с арки.
Вътрешното оформление на храмът се характеризира с дървен иконостас без резба, с един престол, оформен с дървен, резбован с традиционни мотиви-лозови листа, гроздове и цветя балдахин.
Храмът има оригинални стенописа със следните сцени: Христос Вседържател, Деветте ангелски чинове, Възнесение Христово и др. Повечето от иконите са изписани от зографите: Константин Хаджиангелов Беловский и от Стефан Андонов, последователи на Станислав Доспевски.
Храмът е осветен на 23 октомври 1890 година от епископ Партений Велички.
Храмов празник – 21 май. Това е денят на Светите равноапостоли Константин и Елена, който официално е празник на града.